# 尚泰渔港购物中心
尚泰渔港购物中心（CentralMarina），曾命名為Central Center Pattaya，是一座位於泰國春武里府芭提雅的購物中心。
尚泰渔港购物中心是一個以海洋主題的商場，有Big C超級市場、SFC戲院等設施。
此商場為尚泰集團首個設於泰國首都曼谷以外的商場，同時是首個位於芭提雅的購物中心，另一座是近芭提雅海灘的尚泰芭提雅购物中心（Central Pattaya）。

## 脚注
1. 1 2 3  Annual Report 2011，第53頁.
2. ↑  Annual Report 2011，第252頁.
3. ↑  Annual Report 2011，第47, 53頁.
4. ↑  Form 56-1 2011，第11頁.
5. ↑  Annual Report 2011，第47頁.
6. ↑  EXCLUSIVE FOR INTERNATIONAL TOURISTS / 国际游客专属特权 （页面存档备份，存于），CentralMarina網站，2023年6月
7. ↑  . Tripadvisor.   [2023-05-22]. （原始内容存档于2023-11-13） （英语）.